# 41 Dywizja Forteczna (III Rzesza)
41 Dywizja Forteczna (niem. 41. Festungs-Division) – jedna z niemieckich dywizji fortecznych. Utworzona w grudniu 1943 roku ze sztabu rozwiązanej 39 Dywizji Piechoty na Peloponezie. W styczniu 1945 roku po opuszczeniu przez Niemców Grecji i odwrotu na północ przekształcona w 41 Dywizję Piechoty.
Podporządkowana kolejno LXVIII Korpusowi Armijnemu (na Peloponezie), XXII, następnie LXXXXI Korpusowi Armijnemu (Serbia), od stycznia 1945 w składzie XXI Korpusu Armijnego (Chorwacja). 

## Dowódcy
- Franz Krech (do kwietnia 1944)
- Fritz Benicke (do sierpnia 1944)
- Wolfgang Hauser (do stycznia 1945)

## Skład
- 938 Pułk Piechoty Fortecznej
- 965 Pułk Piechoty Fortecznej
- 1009 Batalion Piechoty Fortecznej
- 1012 Batalion Piechoty Fortecznej
- 919 Pułk Artylerii Nadbrzeżnej
- 309 Batalion Artylerii Przeciwlotniczej
- jednostki dywizyjne